# Thomas Grüter (Politiker)
Thomas Grüter-Kugler (* 1964) ist ein Schweizer Politiker (Die Mitte, vormals CVP).

## Biografie
Thomas Grüter war vom 1. September 2000 bis am 31. August 2020 im Gemeinderat (Exekutive) von Pfaffnau, ab 2004 als Gemeindepräsident. Vom 22. Juni 2015 bis am 26. März 2025 gehörte er dem Kantonsrat des Kantons Luzern an. Seit dem 15. April 2021 ist Grüter Verwaltungsrat der Emmi AG. Zudem ist er seit dem 22. April 2021 Präsident der Zentralschweizer Milchproduzenten (ZMP) und seit dem 4. Juni 2021 im Vorstand der Schweizer Milchproduzenten (SMP).
In der Schweizer Armee ist Grüter Oberst. Er wohnt in St. Urban, ist verheiratet und Vater von vier Söhnen.